# Pleurotomella hayesiana
Pleurotomella hayesiana é uma espécie de gastrópode do gênero Pleurotomella, pertencente a família Raphitomidae.